# Saison 2014-2015 des Pistons de Détroit
La saison 2014-2015 des Pistons de Détroit est la 74e saison de la franchise (67e au sein de la NBA) et la 58e saison dans la ville de Détroit.

## Draft
| Tour | Choix | Joueur            | Poste | Nationalité | Provenance            |
| ---- | ----- | ----------------- | ----- | ----------- | --------------------- |
| 2    | 38    | Spencer Dinwiddie | PG    | États-Unis  | Buffaloes du Colorado |

## Classements de la saison régulière
| Conférence Est | Conférence Est         | Conférence Est | Conférence Est | Conférence Est | Conférence Est | Conférence Est | Conférence Est |
| No             | Franchise              | Vic.           | Déf.           | MJ             | MR             | % V/D          | RV             |
| -------------- | ---------------------- | -------------- | -------------- | -------------- | -------------- | -------------- | -------------- |
| 1              | Hawks d'Atlanta        | 60             | 22             | 82             | 0              | 73,2%          | -              |
| 2              | Cavaliers de Cleveland | 53             | 29             | 82             | 0              | 64,6%          | 7              |
| 3              | Bulls de Chicago       | 50             | 32             | 82             | 0              | 61,0%          | 10             |
| 4              | Raptors de Toronto     | 49             | 33             | 82             | 0              | 59,8%          | 11             |
| 5              | Wizards de Washington  | 46             | 36             | 82             | 0              | 56,1%          | 14             |
| 6              | Bucks de Milwaukee     | 41             | 41             | 82             | 0              | 50,0%          | 19             |
| 7              | Celtics de Boston      | 40             | 42             | 82             | 0              | 48,8%          | 20             |
| 8              | Nets de Brooklyn       | 38             | 44             | 82             | 0              | 46,3%          | 22             |
|                |                        |                |                |                |                |                |                |
| 9              | Pacers de l'Indiana    | 38             | 44             | 82             | 0              | 46,3%          | 22             |
| 10             | Heat de Miami          | 37             | 45             | 82             | 0              | 45,1%          | 23             |
| 11             | Hornets de Charlotte   | 33             | 49             | 82             | 0              | 40,2%          | 27             |
| 12             | Pistons de Détroit     | 32             | 50             | 82             | 0              | 39,0%          | 28             |
| 13             | Magic d'Orlando        | 25             | 57             | 82             | 0              | 30,5%          | 35             |
| 14             | 76ers de Philadelphie  | 18             | 64             | 82             | 0              | 22,0%          | 42             |
| 15             | Knicks de New York     | 17             | 65             | 82             | 0              | 20,7%          | 43             |

| Division Centrale      | V  | D  | MJ | % V/D  | GB | Dom   | Ext   | Div  | Conf  |
| ---------------------- | -- | -- | -- | ------ | -- | ----- | ----- | ---- | ----- |
| Cavaliers de Cleveland | 53 | 29 | 82 | 64,6 % | -  | 31-10 | 22-19 | 11-5 | 35-17 |
| Bulls de Chicago       | 50 | 32 | 82 | 61,0 % | 3  | 27-14 | 23-18 | 8-8  | 33-19 |
| Bucks de Milwaukee     | 41 | 41 | 82 | 50,0 % | 12 | 23-18 | 18-23 | 7-9  | 30-22 |
| Pacers de l'Indiana    | 38 | 44 | 82 | 46,3 % | 15 | 23-18 | 15-26 | 8-8  | 28-24 |
| Pistons de Détroit     | 32 | 50 | 82 | 39,0 % | 21 | 18-23 | 14-27 | 6-10 | 23-29 |

## Effectif
| Pistons de Détroit Effectif 2014-2015 |    |                        |                          |                  |
| Entraîneur : Stan Van Gundy           |    |                        |                          |                  |
| Pivot                                 | 50 | Drapeau des États-Unis | Joel Anthony             | UNLV             |
| Ailier                                | 31 | Drapeau des États-Unis | Caron Butler             | Connecticut      |
| Arrière                               | 5  | Drapeau des États-Unis | Kentavious Caldwell-Pope | Georgia          |
| Meneur                                | 8  | Drapeau des États-Unis | Spencer Dinwiddie        | Colorado         |
| Pivot                                 | 0  | Drapeau des États-Unis | Andre Drummond           | Connecticut      |
| Meneur                                | 1  | Drapeau des États-Unis | Reggie Jackson           | Boston College   |
| Meneur                                | 7  | Drapeau des États-Unis | Brandon Jennings         | Oak Hill Academy |
| Arrière                               | 9  | Drapeau des États-Unis | John Lucas III           | Oklahoma State   |
| Arrière / Ailier                      | 35 | Drapeau des États-Unis | Cartier Martin           | Kansas State     |
| Arrière                               | 20 | Drapeau des États-Unis | Jodie Meeks              | Kentucky         |
| Ailier / Ailier fort                  | 34 | Drapeau des États-Unis | Quincy Miller            | Baylor           |
| Ailier fort / Pivot                   | 10 | Drapeau des États-Unis | Greg Monroe              | Georgetown       |
| Ailier / Ailier fort                  | 22 | Drapeau des États-Unis | Tayshaun Prince          | Kentucky         |
| Ailier fort                           | 43 | Drapeau des États-Unis | Anthony Tolliver         | Creighton        |
| Ailier / Ailier fort                  | 3  | Drapeau des États-Unis | Shawne Williams          | Memphis          |
| (C) - Capitaine, Blessé               |    |                        |                          |                  |

## Statistiques
| Joueur                   | MJ | MC | MPG  | FG%  | 3P%  | FT%   | RPG  | APG | SPG  | BPG  | PPG  |
| ------------------------ | -- | -- | ---- | ---- | ---- | ----- | ---- | --- | ---- | ---- | ---- |
| Reggie Jackson           | 27 | 27 | 32.2 | .436 | .337 | .800  | 7.7  | 9.2 | .74  | .15  | 17.6 |
| Greg Monroe              | 69 | 57 | 31.0 | .496 | .000 | .750  | 10.2 | 2.1 | 1.13 | .49  | 15.9 |
| Brandon Jennings         | 41 | 41 | 28.6 | .401 | .360 | .839  | 2.5  | 6.6 | 1.07 | .10  | 15.4 |
| Andre Drummond           | 82 | 82 | 30.5 | .514 | .000 | .389  | 13.5 | .7  | .89  | 1.87 | 13.8 |
| Josh Smith               | 28 | 28 | 32.0 | .391 | .243 | .470  | 7.2  | 4.7 | 1.32 | 1.71 | 13.1 |
| Kentavious Caldwell-Pope | 82 | 82 | 31.5 | .401 | .345 | .696  | 3.1  | 1.3 | 1.13 | .22  | 12.7 |
| Jodie Meeks              | 60 | 0  | 24.4 | .416 | .349 | .906  | 1.7  | 1.3 | .98  | .10  | 11.1 |
| D. J. Augustin           | 54 | 13 | 23.8 | .410 | .327 | .870  | 1.9  | 4.9 | .61  | .04  | 10.6 |
| Anthony Tolliver         | 52 | 11 | 22.3 | .423 | .360 | .783  | 3.7  | .9  | .38  | .29  | 7.7  |
| Tayshaun Prince          | 23 | 7  | 24.8 | .431 | .423 | .754  | 4.2  | 1.7 | .65  | .35  | 7.3  |
| Kyle Singler             | 54 | 40 | 23.8 | .400 | .406 | .810  | 2.6  | 1.2 | .61  | .26  | 7.1  |
| Caron Butler             | 78 | 21 | 20.8 | .407 | .379 | .902  | 2.5  | 1.0 | .55  | .05  | 5.9  |
| Jonas Jerebko            | 46 | 0  | 15.3 | .460 | .368 | .860  | 3.1  | .9  | .59  | .24  | 5.2  |
| John Lucas III           | 21 | 0  | 13.0 | .404 | .310 | 1.000 | .08  | 2.9 | .38  | .00  | 4.7  |
| Spencer Dinwiddie        | 34 | 1  | 13.4 | .302 | .185 | .912  | 1.4  | 3.1 | .56  | .18  | 4.3  |
| Luigi Datome             | 3  | 0  | 5.7  | .417 | .250 | .000  | 1.3  | .7  | .33  | .00  | 3.7  |
| Quincy Miller            | 4  | 0  | 14.5 | .250 | .182 | .727  | 2.0  | 1.3 | .25  | .50  | 3.0  |
| Shawne Williams          | 19 | 0  | 8.6  | .317 | .154 | .875  | 1.4  | .4  | .21  | .21  | 2.6  |
| Joel Anthony             | 49 | 0  | 8.3  | .581 | .000 | .682  | 1.9  | .1  | .24  | 1.00 | 1.8  |
| Cartier Martin           | 23 | 0  | 8.6  | .283 | .182 | .182  | .9   | .5  | .13  | .04  | 1.6  |

## Transactions

### Transferts
| 17 octobre  | Vers Detroit Pistons Joel Anthony | Vers Boston Celtics Will Bynum |
| 24 décembre | Vers Detroit Pistons Anthony Tolliver | Vers Phoenix Suns Tony Mitchell |
| 19 février  | Vers Detroit Pistons Tayshaun Prince | Vers Boston Celtics Jonas Jerebko Luigi Datome |
| 19 février  | Échange à trois équipes | Échange à trois équipes |
| 19 février  | Vers Utah Jazz Kendrick Perkins (d'Oklahoma City) Grant Jerrett (d'Oklahoma City) Rights to Tibor Pleiß (d'Oklahoma City) 2018 first-round pick (d'Oklahoma City) 2017 second-round pick (de Detroit) | Vers Oklahoma City Thunder Enes Kanter (d'Utah) Steve Novak (d'Utah) D. J. Augustin (de Detroit) Kyle Singler (de Detroit) 2019 second-round pick (de Detroit) |
| 19 février  | Vers Detroit Pistons Reggie Jackson (d'Oklahoma City) | |

### Arrivées
| Date       | Joueur         | Ancienne équipe       |
| ---------- | -------------- | --------------------- |
| 14/07/2014 | Jodie Meeks    | Los Angeles Lakers    |
| 15/07/2014 | D. J. Augustin | Chicago Bulls         |
| 15/07/2014 | Caron Butler   | Oklahoma City Thunder |

### Départs
| Date       | Joueur          | Nouvelle équipe          |
| ---------- | --------------- | ------------------------ |
| 15/07/2014 | Josh Harrellson | Chongqing Flying Dragons |
| 15/07/2014 | Peyton Siva     | Orlando Magic            |
| 21/07/2014 | Rodney Stuckey  | Indiana Pacers           |
| 22/12/2014 | Josh Smith      | Houston Rockets          |